# Малеева, Магдалена
Магдале́на Георгиева Мале́ева (род. 1 апреля 1975, София) — болгарская теннисистка, достигшая четвёртого места в рейтинге WTA. Самая молодая из трио сестёр Малеевых.

## Спортивная карьера

### До 1998 года
Начала заниматься теннисом в возрасте восьми лет под руководством своей матери Юлии Берберян. В 13 лет и 4 месяца выиграла чемпионат Болгарии по теннису, став самой молодой в истории обладательницей этого титула. Принимала участие в профессиональных турнирах с 1989 года, когда ей было 14 лет. Уже в апреле дошла до своего первого финала в турнире Международной федерации тенниса (ITF) в Бари (Италия). В 1990 году выиграла Открытый чемпионат США в одиночном разряде среди девушек, в финале победив Ноэль ван Лоттум.
В 1991 году Магдалена Малеева дошла до четвёртого круга Открытого чемпионата Австралии, где проиграла старшей сестре Катерине. В том же году она сыграла в своём первом финале турнира WTA, в Боле (Югославия). Там же она завоевала свой первый титул в парах. Провела первые четыре игры за сборную Болгарии в Кубке Федерации, добившись побед в одиночном и парном разрядах в матче с командой Венгрии и дважды уступив в матче с американками. В следующем году в Сан-Марино она выиграла свой первый турнир WTA в одиночном разряде, а в Открытом чемпионате США пробилась в четвертьфинал, победив во втором круге Мартину Навратилову. В четвертьфинале она встретилась с ещё одной старшей сестрой, Мануэлой и вынуждена была прервать игру из-за травмы. На Олимпиаде в Барселоне она проиграла в третьем круге действующей чемпионке Штеффи Граф, а в паре с Катериной уступила в первой же игре будущим бронзовым призёрам Наталье Зверевой и Лейле Месхи.
В 1993 году дошла до четвёртого круга в трёх турнирах Большого шлема из четырёх (в Уимблдоне до третьего), в мае впервые вошла в десятку сильнейших теннисисток мира и к концу сезона завоевала право участвовать в финальном турнире WTA-тура. По итогам сезона Магдалена была удостоена награды WTA в категории «Прогресс года». На следующий год, выиграв два турнира, в том числе турнир I категории в Цюрихе, она снова пробилась в финальный турнир WTA-тура, но не смогла участвовать из-за сломанного ребра. В составе сборной Болгарии она дошла до четвертьфинала Кубка Федерации, где выиграла у Мари Пьерс, но сборная уступила Франции со счётом 2-1.
1995 год был самым успешным в карьере Магдалены Малеевой в одиночном разряде: она выиграла три турнира и ещё трижды играла в финалах; в результате она в третий раз подряд завоевала право участвовать в финальном турнире года, но, как и два года назад, выбыла в первом круге. В Кубке Федерации она второй раз подряд дошла до четвертьфинала и выиграла две из трёх своих игр в матче с Испанией, в том числе и у Аранчи Санчес Викарио, но в итоге болгарки уступили 2-3. В начале 1996 года Магдалена достигла высшей в карьере позиции в рейтинге WTA, поднявшись на четвёртое место. На Олимпиаде в Атланте она дошла до третьего круга в одиночном разряде (посеяна десятой, проиграла посеянной восьмой Кимико Датэ) и опять выбыла в первом круге в паре с Катериной.

### 1999—2005 годы
В июне 1998 года Магдалена Малеева перенесла операцию плеча, выведшую её из строя почти на год. Вернувшись в июне 1999 года с нулевым рейтингом, она закончила сезон на 89 месте с победой в Паттайе (Таиланд). Дважды победив в 2000 году теннисисток из первой десятки рейтинга, на следующий год Магдалена сама вернулась в двадцатку сильнейших и в первый раз за шесть лет получила право на участие в итоговом турнире WTA-тура, однако опять проиграла в первом круге, первой ракетке мира Дженнифер Каприати. С этого года она также начинает уделять больше внимания выступлениям в парах.
В 2002 году Малеева выигрывает второй в карьере турнир I категории: в Москве она побеждает трёх посеянных соперниц, Винус Уильямс, Амели Моресмо и Линдсей Дэвенпорт. Она также выигрывает второй в карьере турнир в парном разряде. 2003 год знаменуется для неё новыми успехами в парном разряде: с Лизель Хубер (ЮАР) она выигрывает ещё два турнира и ещё дважды играет в финалах, а также выходит во второй в карьере четвертьфинал турнира Большого шлема на Открытом чемпионате США. В этом же году она выигрывает свой последний турнир WTA в одиночном разряде. Дважды за сезон она упускает шанс вернуться в десятку сильнейших теннисисток-одиночек, а в начале 2004 года, после очередного финала в паре с Хубер, поднимается на высшую в парной карьере 13-ю строчку рейтинга.
На Олимпиаде в Афинах Малеева в третий раз представляла Болгарию, теперь только в одиночном разряде, и на этот раз выбыла из борьбы уже во втором круге. В феврале этого года, занимая 31 место в рейтинге, она победила в четвертьфинале турнира I категории в Японии девятую ракетку мира Ай Сугияму; в финале её переиграла Дэвенпорт, шестая ракетка мира. На том же турнире она в паре с Еленой Лиховцевой также дошла до финала. В начале 2005 года Малеева, также с Лиховцевой, выиграла свой последний турнир в парах. После 16 лет в профессиональном теннисе она прекратила участие в состязаниях в октябре 2005 года. Последнее участие в турнирах состоялось в Цюрихе, где она уступила Патти Шнидер в своей 729-й игре в карьере профессионального теннисиста.

### 2010 год
В конце сентября 2010 года Малеева вошла в число участников болгарского национального чемпионата. В отсутствие единственной конкурентоспособной теннисистки Болгарии этого периода Цветаны Пиронковой она завоевала чемпионское звание.

## Участие в финалах турниров WTA
| Легенда            |
| Большой шлем       |
| Чемпионат WTA-тура |
| I категория        |
| II категория       |
| III категория      |
| IV и V категория   |

### Одиночный разряд (21)

#### Победы (10)
| №   | Дата        | Турнир                                            | Покрытие | Соперница в финале  | Счёт в финале |
| 1.  | 26 июл 1992 | Открытый чемпионат Сан-Марино                     | Грунт    | Федерика Бонсиньори | 7-63, 6-4     |
| 2.  | 25 сен 1994 | Moscow Ladies Open, Россия                        | Ковёр    | Сандра Чеккини      | 7-5, 6-1      |
| 3.  | 9 окт 1994  | Barilla Indoors, Цюрих, Швейцария                 | Ковёр    | Наталья Зверева     | 7-5, 3-6, 6-4 |
| 4.  | 12 фев 1995 | Чикаго, США                                       | Ковёр    | Лиза Реймонд        | 7-5, 7-6      |
| 5.  | 24 сен 1995 | Moscow Ladies Open (2)                            | Ковёр    | Елена Макарова      | 6-4, 6-2      |
| 6   | 5 ноя 1995  | Bank of the West Classic, Окленд, Калифорния, США | Ковёр    | Ай Сугияма          | 6-3, 6-4      |
| 7.  | 21 ноя 1999 | Volvo Women’s Open, Паттайя, Таиланд              | Хард     | Анна Кремер         | 4-6, 6-1, 6-2 |
| 8.  | 22 апр 2001 | Colortex Budapest Grand Prix, Венгрия             | Грунт    | Анна Кремер         | 3-6, 6-2, 6-4 |
| 9.  | 6 окт 2002  | Кубок Кремля, Москва                              | Ковёр    | Линдсей Дэвенпорт   | 5-7, 6-3, 7-6 |
| 10. | 15 июн 2003 | DFS Classic, Бирмингем, Великобритания            | Трава    | Синобу Асагоэ       | 6-1, 6-4      |

#### Поражения (11)
| №   | Дата        | Турнир                                | Покрытие | Соперница в финале    | Счёт в финале |
| 1.  | 22 апр 1991 | Открытый чемпионат Хорватии, Бол      | Грунт    | Сандра Чеккини        | 4-6, 6-3, 5-7 |
| 2.  | 4 янв 1993  | Брисбен, Австралия                    | Хард     | Кончита Мартинес      | 3-6, 4-6      |
| 3.  | 27 мар 1995 | Хилтон-Хед-Айленд, Ю. Каролина, США   | Грунт    | Кончита Мартинес      | 1-6, 1-6      |
| 4.  | 15 мая 1995 | Открытый чемпионат Германии, Берлин   | Грунт    | Аранча Санчес Викарио | 4-6, 1-6      |
| 5.  | 25 сен 1995 | Лейпциг, Германия                     | Ковёр    | Анке Хубер            | Без игры      |
| 6.  | 20 мая 1996 | Мадрид, Испания                       | Грунт    | Яна Новотна           | 6-4, 4-6, 3-6 |
| 7.  | 25 сен 2000 | SEAT Open, Люксембург                 | Ковёр    | Дженнифер Каприати    | 6-4, 1-6, 4-6 |
| 8.  | 12 фев 2001 | Ницца, Франция                        | Ковёр    | Амели Моресмо         | 2-6, 0-6      |
| 9.  | 24 сен 2001 | Sparkassen Cup, Лейпциг, Германия (2) | Ковёр(i) | Ким Клейстерс         | 1-6, 1-6      |
| 10. | 21 окт 2002 | SEAT Open, Люксембург (2)             | Хард (I) | Ким Клейстерс         | 1-6, 2-6      |
| 11. | 3 фев 2004  | Toray Pan Pacific Open, Токио, Япония | Ковёр    | Линдсей Дэвенпорт     | 4-6, 1-6      |

### Женский парный разряд (10)

#### Победы (5)
| №  | Дата        | Турнир                            | Покрытие | Партнёр         | Соперницы в финале                      | Счёт в финале  |
| 1. | 22 апр 1991 | Открытый чемпионат Хорватии, Бол  | Грунт    | Лаура Голарса   | Лаура Гарроне Сандра Чеккини            | Без игры       |
| 2. | 11 фев 2002 | Diamond Games, Антверпен, Бельгия | Ковёр    | Патти Шнидер    | Натали Деши Мейлен Ту                   | 6-3, 6-73, 6-3 |
| 3. | 19 мар 2003 | NASDAQ-100 Open, Майами, США      | Хард     | Лизель Хубер    | Синобу Асагоэ Нана Смит                 | 6-4, 3-6, 7-5  |
| 4. | 28 апр 2003 | J&S Cup, Варшава, Польша          | Грунт    | Лизель Хубер    | Елени Данилиду Франческа Скьявоне       | 3-6, 6-4, 6-2  |
| 5. | 2 янв 2005  | Голд-Кост, Квинсленд, Австралия   | Хард     | Елена Лиховцева | Мария Елена Камерин Сильвия Фарина-Элия | 6-3, 5-7, 6-1  |

#### Поражения (5)
| №  | Дата        | Турнир                                | Покрытие | Партнёр                 | Соперницы в финале                     | Счёт в финале |
| 1. | 8 фев 1993  | Осака, Япония                         | Ковёр    | Мануэла Малеева-Франьер | Лариса Нейланд Яна Новотна             | 1-6, 3-6      |
| 2. | 19 апр 1993 | Барселона, Испания                    | Грунт    | Мануэла Малеева-Франьер | Кончита Мартинес Аранча Санчес Викарио | 6-4, 1-6, 0-6 |
| 3. | 17 июн 2002 | Ordina Open, Хертогенбос, Нидерланды  | Трава    | Бьянка Ламаде           | Кэтрин Барклай-Рейц Мартина Мюллер     | 4-6, 5-7      |
| 4. | 4 янв 2004  | Голд-Кост, Квинсленд, Австралия       | Хард     | Лизель Хубер            | Светлана Кузнецова Елена Лиховцева     | 3-6, 4-6      |
| 5. | 3 фев 2004  | Toray Pan Pacific Open, Токио, Япония | Ковёр    | Елена Лиховцева         | Кара Блэк Ренне Стаббс                 | 0-6, 1-6      |

## Личная жизнь
В июле 2004 года Магдалена Малеева вышла замуж за давнего друга Любомира Нокова. Имеет двух детей: Юлия родилась в июне 2007, а Марко — в декабре 2008 года.

## Факты
- 30 апреля 1993 года на турнире в Гамбурге Малеева в четвертьфинале встречалась с первой ракеткой мира Моникой Селеш, когда та получила удар ножом от поклонника Штеффи Граф. После этого в полуфинале Малеева уступила третьей ракетке мира Аранче Санчес Викарио.
- Семье Малеевых принадлежит ряд достижений, связанных с одновременным выступлением её членов в теннисных соревнованиях:
  - В 1989 году Болгарию представляли в Кубке Федерации все три сестры Малеевых[3]
  - На Открытом чемпионате Франции 1990 года впервые в истории три сестры одновременно были представлены в основной сетке турнира Большого шлема, а в 1993 году впервые в истории все три сестры были в числе посеянных на турнире Большого шлема[4]
  - В июне того же года три сестры Малеевы занимали места с 11 по 13 в рейтинге WTA[4]
  - В общей сложности сёстры Малеевы победили девять бывших первых ракеток мира[3]